# Elanders
Elanders est un imprimeur suédois présent dans dix pays sur quatre continents différents et qui possède une série de filiales. L’entreprise est cotée depuis 1989 à OMX, le marché boursier historique d’Europe du Nord.
Elanders vit le jour en 1908 avec la création d’une imprimerie en Suède par Otto Elander, Nils Hellner et Emil Ekström.
Elanders fit l’acquisition en 2007 de Sommer Corporate Media à Waiblingen, en Allemagne et en mars 2012 des sociétés fotokasten et d|o|m Deutsche Online Medien GmbH à Waiblingen, Allemagne.  Elanders poursuivit son positionnement stratégique dans le domaine du développement de produits photo avec le rachat en août 2013 du fabricant européen de produits photo "myphotobook GmbH", basé à Berlin en Allemagne.